# Alimathà
Alimathà è un'isola dell'atollo Vaavu appartenente all'arcipelago delle Maldive.
L'isola è utilizzata unicamente a scopi turistici. Si trova a sud di Malé, ad un'ora e 45 minuti di barca veloce o 20 minuti di idrovolante dalla capitale.